# Крістіан Куева
Крістіан Куева (ісп. Christian Cueva, нар. 23 листопада 1991, Трухільйо) — перуанський футболіст, півзахисник клубу «Пачука».
Виступав, зокрема, за клуб «Універсідад Сан-Мартін», а також національну збірну Перу.

## Клубна кар'єра
У дорослому футболі дебютував 2008 року виступами за команду клубу «Універсідад Сан-Мартін», в якій провів чотири сезони, взявши участь у 130 матчах чемпіонату.  Більшість часу, проведеного у складі «Універсідад Сан-Мартіна», був основним гравцем команди.
Згодом з 2012 по 2016 рік грав у складі команд клубів «Універсідад Сесар Вальєхо», «Уніон Еспаньйола», «Райо Вальєкано» (оренда), «Альянса Ліма» та «Толука».
До складу клубу «Сан-Паулу» приєднався 2016 року. Провів у команді з Сан-Паулу два сезони, відіграв 55 матчів в національному чемпіонаті.
У наступні два сезони захищав кольори російського «Краснодару» та бразильський «Сантус» (за останній на правах оренди).
15 лютого 2020 року перейшов до мексиканського клубу «Пачука». Наразі за команду провів 2 матчі в національному чемпіонаті.

## Виступи за збірну
2011 року дебютував в офіційних матчах у складі національної збірної Перу. Наразі провів у формі головної команди країни 63 матчі, забивши 10 голів.
У складі збірної був учасником Кубка Америки 2015 року у Чилі, на якому команда здобула бронзові нагороди та Кубка Америки 2016 року в США.
4 червня 2018 увійшов до складу національної збірної, що брала участь в чемпіонаті світі з футболу 2018, який проходив у Росії з 14 червня до 15 липня 2018 року.

## Титули і досягнення
- Срібний призер Кубка Америки: 2019
- Бронзовий призер Кубка Америки: 2015